# پیتر تمپل
پیتر تمپل (انگلیسی: Peter Temple؛ زادهٔ ۱۰ مارس ۱۹۴۶ - درگذشته ۸ مارس ۲۰۱۸) یک روزنامه‌نگار و نویسنده اهل استرالیا بود.

## زندگی‌نامه
پیتر تمپل در آفریقای جنوبی متولد شد و در سال ۱۹۸۰ میلادی به استرالیا مهاجرت نمود. وی در سال ۱۹۸۲ میلادی به ملبورن رفت و همزمان با تدریس روزنامه‌نگاری در دانشگاه این شهر، سردبیر مجلهٔ جامعه استرالیا گردید.
تمپل از سال ۱۹۹۰ میلادی شروع به نوشتن داستان کرد که از معروفترین آتها می‌توان سری داستانهای جکِ ایرلندی را نام برد.
محور اصلی این داستانها بر پایه زندگی وکیل قماربازی است که ملبورن زندگی می‌کند و شخصیتی غیرمعمول دارد.

## جوایز
تمپل در سالهای اخیر موفق به دریافت جوایز متعدد ادبی گردیده‌است. به‌طوریکه در سال ۲۰۰۶ میلادی کتاب وی و ناشر آن بهترین کتاب سال استرالیا لقب گرفتند وی همچنین برندهٔ جوایزی همچون جایزه مایلز فرانکلین نیز شده‌است.